# ليديا مانلي هنري
ليديا مانلي هنري، حاصلة على بكالوريوس في الجراحة والطب، دكتوراه في العلوم، ودكتوراه في الطب (30 يونيو 1891 حتى 27 آذار 1985)، وكانت أول خريجة أنثى متخصصة في الطب من جامعة شيفيلد. عملت خلال الحرب العالمية الأولى مع المستشفيات النسائية الإسكتلندية للخدمة الخارجية. حصلت على وسام صليب الحرب من الحكومة الفرنسية. قدمت أطروحة عن الغرغرينا، مستندة على خبرتها أثناء الحرب، فحصلت على درجة الدكتوراه في الطب، وهي أول امرأة تتخرج بهذه الرتبة في جامعة شيفيلد.

## النشأة
ولدت ليديا هنري في ماكدوف، إسكتلندا، لوليام باترسون هنري (1853-1894) وزوجته إليزابيث داوسون مردوخ هنري (1865-1946).
عندما كان عمرها عامين فقط توفي والدها بمرض السل. انتقلت والدتها إلى شيفيلد وتركتها لتنشأ عند خالتها في ماكدوف. وانتقلت ليديا في سن 14 عاما إلى شيفيلد، حيث كانت والدتها قد بدأت العمل في كلية التدريب النهاري للمعلمين في شيفيلد. وفي عام 1905، أصبحت نائب المدير في كلية التدريب في المدينة. في هذه الأثناء شعرت أنها قادرة على رعاية ابنتها من جديد. تعلمت ليديا في مدرسة شيفيلد الثانوية للبنات. تأسست كلية الطب في شيفيلد عام 1905، والتحقت بها ليديا في عام 1909. وتخرجت ببكالوريوس في الجراحة والطب في يونيو 1916 لتكون أول امرأة متخرجة باختصاص الطب في جامعة شيفيلد مع فلورانس إليزابيث ميلارد، (4) وأصبحت في ثاني يوم أول امرأة تعمل طبيبة في مستشفى شيفيلد.

## مهنة الطب
وسعت ليديا من خبراتها أثناء عملها كمقيم دوري في مستشفى شيفيلد الملكي وأقسامها. فأثناء الحرب العالمية الأولى كان من السهل الحصول على مثل هذه الوظيفة ضمن المستشفيات التعليمية بسبب خدمة الأطباء الذكور في الجيش. شملت خبرتها أيضًا العمل في قسم الأمراض التناسلية النسائية في مستشفى شيفيلد الملكي، وكانت أول طبيبة تقوم بذلك.
بعد الانتهاء من العمل كمقيم دوري واكتسابها مؤهلات كافية لمزاولة الطب، انضمت ليديا إلى مستشفيات النساء الأسكتلنديات للخدمة الخارجية، وعملت في المستشفى الذي أقيم في دير رويامونت، شمال شرق باريس. في يوليو 1917 كانت أصغر طبيب في طاقم العمل هناك، كانت مسؤولة عن جناح بلانش دو كاستيل بصفتها طبيب مساعد. عملت فيما بعد في مستشفيات الـ SWH المرابطة في فيللرز كوتريت في شمال فرنسا، الذي عالج الجنود الفرنسيين وليس الإنجليز، لذلك حصلت على وسام صليب الحرب من الحكومة الفرنسية.
بعد الحرب عملت ليديا على أطروحة الدكتوراه التي تتكلم عن الغرغرينا بناءً على تجاربها مع الحالة في رويامونت في فرنسا، مع هذه الأطروحة تخرجت في عام 1920 لتكون أول امرأة تحصل على درجة الدكتوراه في الطب من جامعة شيفيلد، عينت مساعد مسؤول طبي عن الصحة في بلاكبيرن، لانكشاير.
بعد نجاحها في هذا المنصب عينت رئيسًا لقسم الخدمات الاجتماعية في كلية الملك للبنات في جامعة لندن، واستمرت حتى أصبحت في المجلس الأعلى للجامعة.

## الحياة اللاحقة
هاجرت ليديا إلى كندا وتزوجت في عام 1925، وأصبحت السيدة ج.ستيوارت هنري، وتوقفت عن العمل الطبي.nعادت إلى اسكتلندا في الحرب العالمية الثانية وساعدت طاقم الغواصات على شاطئ شمال شرق اسكتلندا. حصلت على دكتوراه العلوم من قبل جامعة شيفيلد في عام 1978، بمناسبة الذكرى السنوية الـ 150 لتأسيسها.
توفيت في سانت جون، نيو برونزويك، كندا، في 27 مارس 1985. يوجد نصب تذكاري لها في مسقط رأسها، ماكدوف، اسكتلندا.